# Eucalyptus pleurocarpa
Eucalyptus pleurocarpa är en myrtenväxtart som beskrevs av Johannes Conrad Schauer. Eucalyptus pleurocarpa ingår i släktet Eucalyptus och familjen myrtenväxter. Inga underarter finns listade i Catalogue of Life.

## Bildgalleri

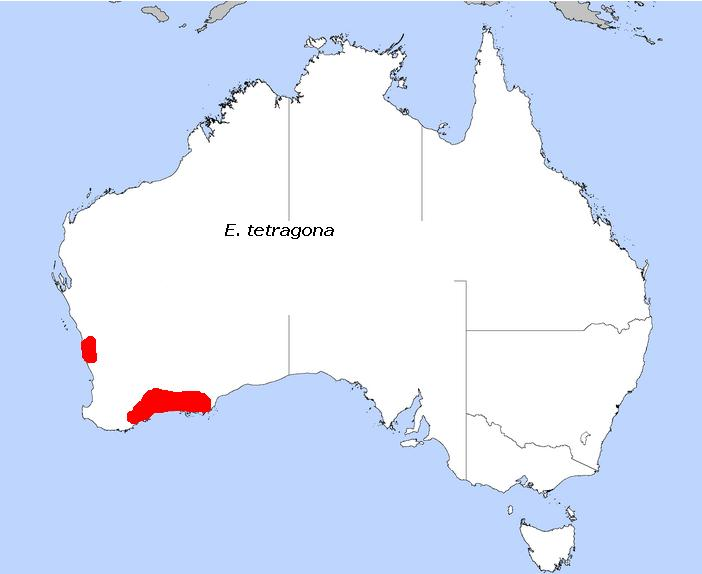
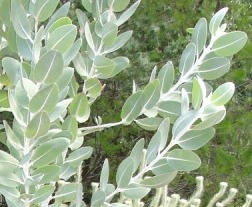